# 戈登·福勒
戈登·福勒（英語：Gordon Fowler，1899年1月4日—1975年6月30日），英国男子帆船运动员。他曾代表英国参加1924年和1928年夏季奥林匹克运动会帆船比赛，其中1924年奥运会获得一枚银牌。